# رابرت کوشمن مورفی
رابرت کوشمن مورفی (انگلیسی: Robert Cushman Murphy; ۲۹ آوریل ۱۸۸۷ – ۲۰ مارس ۱۹۷۳) زیست‌شناس، پرنده‌شناس، جانورشناس، پدیدآور، و نمایشگاه‌گردان اهل ایالات متحده آمریکا بود.